# Alu Alkhanov
Alu Dadasjevitj Alkhanov (russisk: Али (Алу) Дада́шевич Алха́нов tr. Ali (Alu) Ddasjevitj Alkhanov ; tjetjensk: Ӏали́ (Алу́) Дада́шевич}Алха́нов tr. Iali (Alu) Dadasjevitj Alkhanov ; født den 20. januar 1957 i Kirovskij, Kasakhiske SSR. Sovjetunionen ) er en russisk tjetjensk politiker. Alkhanov  er i dag vice-justitsminister i Rusland, men var i perioden tidligere indenrigsminister i Tjetjenien og var i perioden fra 5. oktober 2004 til 15. februar 2007 præsident for Tjetjenien, støttet af Rusland. Han blev præsident af den tidligere Sovjet-republik, efter at republikkens 1. præsident Akhmed Kadyrov var blevet skudt ved et attentat.
1. ↑  Navnet er anført på engelsk og stammer fra Wikidata hvor navnet endnu ikke findes på dansk.